# Sceaux, Hauts-de-Seine
Sceaux là một xã trong vùng đô thị Paris, thuộc tỉnh Hauts-de-Seine, vùng hành chính Île-de-France của nước Pháp, có dân số là 19.850 người (thời điểm 1999). Thành phố nằm 10 km về phía tây-nam của Paris.

## Các thành phố kết nghĩa
- Brühl (Rheinland), Đức

## Những người con của thành phố
- Alain Delon, diễn viên và ngôi sao điện ảnh
- Philippe de La Guêpière, kiến trúc sư